# توماس بي. ارين
توماس بي. ارين (بالإنجليزية: Thomas B. Warren)‏ هو فيلسوف أمريكي، ولد في 1 أغسطس 1920 في كاريزو سبرينغز في الولايات المتحدة، وتوفي في 8 أغسطس 2000.